# Турчинська Агата Федорівна
Ага́та Фе́дорівна Турчи́нська  (11 лютого 1903, містечко Куликів, нині смт Жовківського району Львівської області — 22 серпня 1972, Київ) — українська письменниця, поетеса і прозаїк.

## Біографічні дані
Народилася в бідній сім'ї кушніра. У 1915 р. залишилася сиротою. Від 1915 р. жила в Києві. До 1922 р. виховувалася в дитячому будинку. У 1923 р. закінчила 3-річні педагогічні курси імені Бориса Грінченка в Києві, 1926 — Київський інститут народної освіти.
Належала до літературної організації «Західна Україна».
Під час війни працювала в Ашгабаті, в газеті «Туркменська іскра».
Нагороджено медаллю «За трудову доблесть у Великій Вітчизняній війні 1941—1945 рр.»
Була членом КПРС (від 1946 р.).

## Творчість
Друкуватися почала з 1923.
- Збірка оповідань для дітей «Найстарший» (1928).
- Дитяча п'єса «Весною» (1929).
- Повість «Смок» (1930).
- Книги віршів і поем
  - «Ізвори» (1929),
  - «Урожай» (1939),
  - «Привіт, Галичино!» (1940),
  - «Дитинство поета» (1941),
  - «Тарасова гора» (1942),
  - «Марічка» (1945),
  - «Пісня про дружбу» (1946),
- Книга для дітей «Зернятко» (1947),
- Повість «Зорі на Верховині» (1949),
- Роман «Друг мій Ашхабад» (1955, перероблене видання 1963);
- Збірки поезій
  - «Дорогі заповіти» (1958),
  - «Земле моя, зоре моя» (1961),
  - «Поліття» (1965),
  - «Бузькове зілля» (1966);
- Лібрето опери «Милана» (1955) композитора Георгія Майбороди.